# جسر كينسوكا
جسر كينسوكا هو جسر يقع في بلدة نجاليما، في كينشاسا، على نهر بينزا. اكتسب شهرته بسبب ظهور صورته على ورقة نقدية بقيمة 500 فرنك كونغوي، والتي أصدرت لمناسبة ذكرى 50 سنة على استقلال جمهورية الكونغو الديمقراطية. يربط الجسر بين بلدية نجاليما وبلدية مونت نغافولا.